# Spokane Beauty (manzana)
Spokane Beauty es el nombre de una variedad cultivar de manzano (Malus domestica). 
Un híbrido de manzana de Parentales desconocidos, y originaria de EE. UU. Se originó como plántula ocasional en Walla Walla, Washington (EE. UU.) a mediados del siglo XIX. Las frutas tienen pulpa blanca, de textura crujiente, con sabor jugosa, dulce y vivaz. Tolera la zona de rusticidad delimitada por el departamento USDA, de nivel 4, 5, 6, 7, 8, 9.

## Sinonimia
- "Spokane".

## Historia
'Spokane Beauty' es una variedad de manzana, que surgió como plántula casual a partir de una de las pocas semillas que plantó el colono Stephen Maxson cerca de Walla Walla, Washington (EE. UU.) a mediados del siglo XIX. Se presentó en la Feria de frutas de Spokane (Washington), donde ganó el primer lugar en 1895 y nuevamente en 1896.

## Características
'Spokane Beauty' es un árbol de un vigor moderadamente vigoroso. Con frecuencia comienza a producir frutos como un árbol de tres años y da anualmente, no tan bien cuando el árbol envejece. Aclareo de la fruta necesario para evitar la sobreproducción. Tiene un tiempo de floración que comienza a partir del 12 de mayo con el 10% de floración, para el 17 de mayo tiene una floración completa (80%), y para el 24 de mayo tiene un 90% caída de pétalos.
'Spokane Beauty' tiene una talla de fruto de grande a muy grande; forma redonda y ligeramente ladeados asimétricos; con nervaduras fuertes, y corona fuerte; epidermis tiende a ser áspera con color de fondo verde claro, con un sobre color lavado con un rubor rojo brillante que cubre dos tercios de la superficie con un patrón de franjas rojas brillantes moteado en la cara sombreada, presenta abundantes lenticelas grandes de color canela claro que dan a la piel una sensación áspera, ruginoso-"russeting" (pardeamiento áspero superficial que presentan algunas variedades) medio a bajo; cáliz es grande, abierto, asentado en una cuenca mediana y profunda; pedúnculo es corto y grueso, colocado en una cavidad estrecha en forma de embudo profunda, que puede tener ruginoso-"russeting"; pulpa blanca, de textura crujiente, con sabor jugosa, dulce y vivaz.
Su tiempo de recogida de cosecha se inicia a mediados de octubre. Se mantiene bien hasta tres meses en cámara frigorífica.

## Usos
Una buena manzana para comer en postre de mesa, para comer fresca, también se usa como manzana de cocina pues la fruta mantiene su forma y libera algunos de sus deliciosos sabores cuando se hornea. La acidez hace que los anillos secos sean muy populares. También se usa para hacer jugo, y para la elaboración de sidra.

## Ploidismo
Diploide, auto estéril. Grupo de polinización: C, Día 1.

## Susceptibilidades
Propenso al mildiu, y a la sarna del manzano.